# Граймс
Граймс (на английски: Grimes) е музикалният псевдоним на Клер Буше – канадска певица от Ванкувър, Канада. Музиката ѝ включва елементи от различни стилове – дрийм поп, ритъм енд блус, електронна музика и хип-хоп.
Въпреки че е активна от 2007 година, Граймс изгрява на световната сцена през 2012 година с албума си Visions и парчетата Genesis и Oblivion. Четвъртият ѝ албум Art Angels (2015) получава много високи оценки от музикалната критика и е обявен за един от албумите на годината от много издания. На 21 февруари 2020 година излиза петият и студиен албум – Miss Anthropocene.
Граймс е с френски, италиански, метиски и украински корени. Отгледана е като католичка и завършва католическо училище. Учи невронаука и руски език в Университета „Макгил“, но го напуска през 2011 година.
В ранните си музикални години Граймс открито споделя за употребата си на наркотици, сред които амфетамини и ЛСД, най-вече по време на записването на албума си Visions през 2012 година. По-късно обаче заклеймява употребата им, като споделя, че е загубила много добри приятели поради наркотици и алкохол и не желае музиката ѝ да бъде свързвана с това.

## Личен живот
През 2018 година Граймс започва връзка с милиардера и изобретател Елън Мъск. Двамата се запознават в Twitter. През 2020 година се ражда дъщеря им, като обявяват, че ще носи името X Æ A-12, което по-късно променят на X Æ A-Xii в съобразност с калифорнийския закон, който не позволява цифри в името. През 2021 година им се ражда и син.

## Дискография
- Geidi Primes (2010)
- Halfaxa (2010)
- Visions (2012)
- Art Angels (2015)
- Miss Anthropocene (2020)
- Book 1 (2023)